# William Harvey
William Harvey (n.1 aprilie 1578 – d. 3 iunie 1657) a fost medic englez, celebru pentru faptul că a elaborat teoria exactă a circulației sanguine. 
A fost medic de curte al regilor britanici Iacob I și Carol I.

## Date biografice
William Harvey s-a născut în localitatea Folkestone, din Anglia, ca unul din cei șase fii ai lui Joan și Thomas Harvey. Spre deosebire de creatorul anatomiei moderne, Andreas Vesalius, el nu și-a petrecut copilăria făcând vivisecții pe animale. La disecțiile cadavrelor a luat parte în timpul studiilor de la Gonville and Caius College, în Cambridge, unde s-a specializat în medicină. Anterior, a terminat King's School, din Canterbury, cu bursă și astfel a reușit continuarea studiilor la Universitatea din Padova, unde mentorul său a fost celebrul Fabrizio d'Aquapendente.
După întoarcerea în Anglia, în anul 1602, cu titlul de doctor în științe, tânărul medic Harvey s-a căsătorit cu Elisabeth Browne, fiica medicului de la curtea reginei Elisabeta I și a regelui Iacob I. În scurt timp, Harvey a obținut un post de medic la spitalul Sf. Bartolomeu, în acest sens fiind ajutat, cu siguranță, de socrul său. Cinci ani mai târziu a devenit membru al Royal College of Physicians. În tot acest timp, William Harvey și-a lărgit cunoștințele privind funcționarea sistemului circulator la mamifere. A bănuit că Galen nu avea dreptate; ficatul nu reprezenta elementul cel mai important al circulației sângelui, ci inima. Avea totuși nevoie de argumente. 

Pentru a defini modul de mișcare al sângelui prin organism, a efectuat mai multe vivisecții pe câini. Acestora le lega diferite vene și artere din anumite părți ale corpului. Blocând vena cavă a observat că vasele se tumefiază spre extremități. Această descoperire a fost tema unuia din cursurile pe care le-a ținut, după anul 1615, la Lumley College, la catedra de chirurgie și anatomie.

## Opera

### Teoria circulației sanguine
Încă de pe vremea Egiptului antic s-au făcut primi pași în încercarea de a explica mecanismul circulației sanguine, lucru menționat în papirusurile Ebner și în special Schmidt. Herophilos, Erasistrate din Alexandria au continuat aceste cercetări.
Concepția lui Galen despre rolul, originea și mișcarea sângelui reprezentase o dogmă pe care prea puțini îndrăzniseră să o pună sub semnul întrebării. Acest mare medic al antichității susținea că sângele se formează în ficat, din substanțe alimentare provenite din intestin și că inima ar fi prevăzută cu niște "pori" invizibili care să permită separarea sângelui: o parte îndreptându-se spre artera pulmonară, iar cealaltă spre restul organismului. Mai mult, Galen susținea că în artera aortă și în celelalte vase s-ar produce o mișcare succesivă a sângelui în dublu sens: de la inimă către organe și apoi invers. Medicii acceptau orbește această schemă, deși era clar contrazisă de propria lor experiență.
Cu mult înainte, Ibn al-Nafis (1213 - 1288) și Michael Servetus (1511 - 1553) au descris circulația pulmonară, numai că lucrările acestora nu au avut niciun ecou.
Primul care a pus sub semnul întrebării teoria lui Galenus a fost Andreas Vesalius, care în 1555 arată că nu există nici un orificiu interventricular.
Andrea Cesalpino afirmă existența a 2 circulații (mare și mică).
Hieronymus Fabricius, profesorul lui Harvey de la Padova, descoperă existența valvulelor venoase, dar fără a înțelege rolul acestora. Harvey nu este mulțumit de explicațiile date de maestrul său și se angajează să rezolve problema circulației sanguine.
Spre deosebire de predecesorii săi, William Harvey lucrează în termeni cantitativi, matematici și propune metode fizice de studiu a curgerii lichidelor prin tuburi elastice.
În anul 1628, a publicat renumita lucrare Exercitatio Anatomica de Motu Cordis et Sanguinis in animalibus (Cercetarea anatomică despre mișcarea inimii și a sângelui în animale; prescurtat De Motu Cordis), care a demonstrat justețea teoriei sale pe tema circulației sângelui în organismul uman. Lucrarea conținea descrierea sistemului circulator, al cărui element de bază este inima, care pompează sângele din artere în aortă și mai departe spre extremități și ale părți ale corpului. Harvey a anulat teoria lui Galen, considerând că ficatul nu ar fi în măsură să producă o asemenea cantitate de sânge, necesară pentru aprovizionarea întregului organism. A dovedit, totodată, că inima transfuzează la fiecare oră 245 kg sânge. Acest rezultat l-a obținut folosindu-se de calcule hidraulice.
În acest timp, William Harvey devenise deja medicul de curte al lui Iacob I și, după moartea acestuia, al regelui Carol I. În anul 1636 l-a însoțit pe Earlowi Arundel într-o călătorie diplomatică la curtea împăratului german. Folosindu-se de ocazie, Harvey și-a prezentat teoria sa privind construcția sistemului circulator, la Norymberg.
După izbucnirea Războiului Civil în Anglia și atacul armatei parlamentare, a fost alături de rege în lupta de la Edghill, din 23 octombrie 1642, în calitate de medic personal al regelui. Având în vedere opiniile sale regaliste, oamenii lui Cromwell i-au demolat casa, distrugând cu această ocazie majoritatea notițelor. 

În anul 1651 William Harvey a publicat studiul de embriologie intitulat "Exercitationes de Generatione Animalium". Primul semnal al existenței epigenezei, care tratează dezvoltarea ca proces de trecere a substanțelor simple în structuri tot mai complicate, au fost experimentele lui Harvey pe embrionii de găină.